# Tsvetan Veselinov
Tsvetan Veselinov (en búlgaro: Цветан Веселинов; Sofía, 27 de abril de 1947 – 26 de febrero de 2018) fue un futbolista y entrenador búlgaro, que jugó en el puesto de centrocampista. Estuvo toda su carrera como jugador en el Levski Sofia, antes de retirarse con 28 años en 1975.
Veselinov siguió vinculado al mundo del fútbol como entrenador. Primero como entrenador del equipo juvenil del Levski de 1975 a 1980. Posteriormente, entrenó durante dos temporadas en el US Sbeitla de 1987 a 1989. 
Con la selección búlgara consiguió la medalla de plata en los Juegos Olímpicos de México 1968. Veselinov marcó dos goles en su carrera. El de semifinales de los Juegos contra México y el único gol búlgaro en la final la Hungría, en la derrota de 4–1 en el Estadio Azteca el 26 de octubre de 1968.

### Participaciones en Juegos Olímpicos
| Juegos Olímpicos                | Sede   | Resultado | Partidos | Goles |
| ------------------------------- | ------ | --------- | -------- | ----- |
| Juegos Olímpicos de México 1968 | México | Finalista | 6        | 2     |

## Clubes
| Club         | País     | Año         | Partidos | Goles |
| ------------ | -------- | ----------- | -------- | ----- |
| Levski Sofia | Bulgaria | 1962 - 1963 | 193      | 70    |

## Palmarés

### Club
Levski Sofia
- Primera Liga de Bulgaria (3): 1967–68, 1969–70, 1973–74
- Copa de Bulgaria (3): 1967, 1970, 1971